# Lake Elphinstone
Lake Elphinstone är en sjö i Australien. Den ligger i delstaten Queensland, omkring 820 kilometer nordväst om delstatshuvudstaden Brisbane. 
I omgivningarna runt Lake Elphinstone växer huvudsakligen savannskog. Trakten runt Lake Elphinstone är nära nog obefolkad, med mindre än två invånare per kvadratkilometer. Genomsnittlig årsnederbörd är 947 millimeter. Den regnigaste månaden är mars, med i genomsnitt 220 mm nederbörd, och den torraste är september, med 15 mm nederbörd.